# Caféiculture en République dominicaine
La production de café dans la République dominicaine est basée principalement dans les régions de montagne du pays, qui forment au moins la moitié de la superficie de l'île d'Hispaniola. Introduites dans le pays en 1715, la fève est plus grande et plus épaisse que celle que l'on peut trouver en Martinique.
La principale variété de café cultivé dans le pays est l'arabica. Le robusta est également cultivé, mais seulement sur environ 1,3 % de la superficie du terrain ; elle est consommée localement.

## L'histoire
Le café a été introduit en République dominicaine en 1715 et a été la principale culture des agriculteurs à petite échelle. Le café a commencé à être exportés vers 1872. Au début du XXe siècle, la récolte a été cultivée dans toutes les plaines du Cibao, principalement dans le quartier de Puerto Plata. L'exportation du café de la République dominicaine, en 1900, s'élève à 1 800 t.
Les zones caféières importantes en 1918 ont été Moca, Santiago et Baní, avec environ 66 % des récoltes exportées à partir de Puerto Plata.
La zone relevant de la plantation de café était de 120 000 ha (environ 3 % de terres agricoles), mais depuis 1981, la superficie cultivée a diminué de manière importante. Le niveau de production est généralement resté le même en raison de l'adoption de techniques modernes pour les engrais et pesticides. Il y a cinq grandes régions de production de café, quatre d'entre elles étant dans la région des collines :
- la Région Centrale des Montagnes ;
- la Région montagneuse du Nord ;
- la Montagne de Neyba ;
- et la Bahoruco Gamme de Montagne (40 000 à 50 000 agriculteurs opérant dans ce secteur).

## Production
En 2013, selon les statistiques de la FAO, la production de café a été 9 200 t, soit seulement environ 0,1 pour cent de la production mondiale, sur une surface de 22 400 ha avec un rendement de 451 kg par hectare.